# Holger Dietrich
Holger Dietrich (* 23. Juni 1961) ist ein deutscher Urologe.

## Leben
Dietrich studierte ab 1981 an der Humboldt-Universität zu Berlin und der Medizinischen Akademie „Carl Gustav Carus“ Humanmedizin. 1987 folgten das Diplom (sehr gut) und die Approbation. Anschließend durchlief er eine siebenjährige Ausbildung in Anatomie (Humboldt-Universität) und Urologie (Hedwig-Krankenhaus). Im Jahr der Wende und friedlichen Revolution in der DDR erfolgte die Promotion A zum Dr. med. (Hervorragende Leistung). Seit 1994 Facharzt für Urologie, blieb er im St. Hedwig-Krankenhaus. 1995 ging er als Oberarzt in die Urologie der Ernst-Moritz-Arndt-Universität Greifswald (K.-J. Klebingat). 1998 wechselte er an das Universitätsklinikum Leipzig. Als Leitender Oberarzt und stellvertretender Klinikdirektor bei Wolfgang Dorschner habilitierte er sich 2000. Er erhielt die Lehrbefähigung für das Fachgebiet Urologie und wurde zum Privatdozenten ernannt. In der Lutherstadt Wittenberg war er von 2001 bis 2010 im Krankenhaus Paul Gerhardt Stift Chefarzt der Klinik für Urologie und Kinderurologie. Die Klinikleitung wählte ihn 2010 zum  Ärztlichen Direktor. Am 1. Januar 2011 ließ er sich als Urologe in Potsdam nieder. 2018 wurde er zum Professor ernannt.

## Veröffentlichungen (Auswahl)
- Die urologische Abteilung im St. Hedwig-Krankenhaus zu Berlin : ein Beitrag zur Geschichte der Berliner Urologie. Der Urologe, Ausgabe B, 33 (1993), S. 104–107.
- Urologische Anatomie im Bild : von der künstlerisch-anatomischen Abbildung zu den ersten Operationen. Springer, Berlin Heidelberg 2004, ISBN 978-3-642-18946-3.
- mit Jürgen Konert: Illustrierte Geschichte der Urologie. Springer, Berlin Heidelberg 2004. ISBN 978-3-642-18656-1.
- mit Hermann Hausmann und Jürgen Konert: Georg Bartisch – sächsischer Schnitt- und Wundarzt im 16. Jahrhundert. Drei Kastanien Verlag, Lutherstadt Wittenberg 2009.